# توم بينيت (ممثل)
توم بينيت (بالإنجليزية: Tom Bennett)‏ هو ممثل بريطاني. لقد ظهر في العديد من البرامج التلفزيونية البريطانية.

## وصلات خارجية
- توم بينيت على موقع IMDb (الإنجليزية)
- توم بينيت على موقع قاعدة بيانات الأفلام العربية
- توم بينيت على موقع ألو سيني (الفرنسية)
- توم بينيت على موقع أول موفي (الإنجليزية)
- توم بينيت على موقع قاعدة بيانات الفيلم (الإنجليزية)
- توم بينيت على موقع كينوبويسك (الروسية)